# لوودویگ الستر

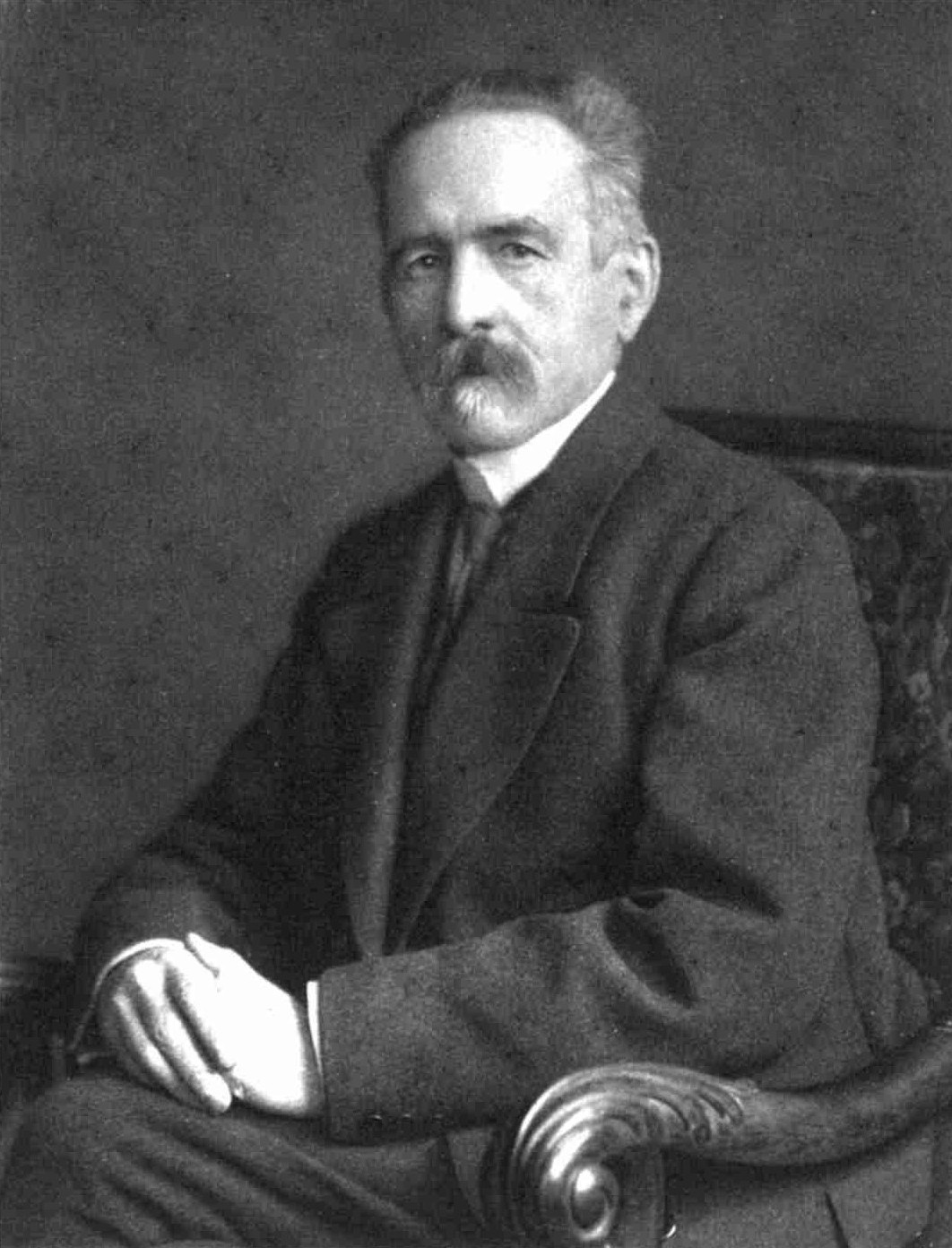
حدود ۱۹۲۴ میلادی

لودویگ الستر (Ludwig Elster)‏ (۲۶ مارس ۱۸۵۶ – ۳۰ دسامبر ۱۹۳۵)، یک اقتصاددان و استاد دانشگاه اهل پروس بود. وی همچنین از سال‌های ۱۸۹۷ تا ۱۹۱۶ میلادی به عنوان یک افسر ارشد در وزارت امور دینی، آموزشی و بهداشت پروس خدمت نمود.

## زندگی‌نامه
لودویگ هرمان الکساندر الستر در شهر فرانکفورت متولد شد. کارل الستر (۱۸۲۶–۱۹۰۲ میلادی) که پدر لودویگ بود، از یک خانواده براونشوایگ آمده و پسر یک استاد نانوای بود: او به عنوان یک دیپلمات هانوفری کار نموده و از هانوفر در گردهمایی فدرال (Frankfurt Bundesversammlung) نمایندگی کرد. پس از این‌که پسران کارل الستر متولد شد، او در ۱۸۶۶ میلادی به بخش خصوصی رفت و رئیس شرکت بیمه به‌نام «تیوتونیا» در لایپزیگ شد. مادر لودویگ که با نام خانوادگی آمالی نوتل (۱۸۲۹–۱۸۹۰) متولد شد، دختر رئیس خدمات کتابخانه هاوفری بود. زمانی که لودویگ یک پسر کوچک بود، در برلین آموزش خصوصی دریافت کرد. بعدها، او و برادر کوچک‌تر از وی به‌نام ارنست الستر (۱۸۶۰–۱۹۴۰ میلادی) پذیرفته مدرسه [متوسطه] مشهور سنت توماس در لایپزیگ شدند.
سپرین‌نمودن موفقیت‌آمیز امتحان (Reifeprüfung) در ۱۸۷۵ میلادی، راه رسیدن به آموز دانشگاهی را برای لودویگ باز کرد. او در دانشگاه گوتینگن، لایپزیگ و دانشگاه ینا در رشته‌های دانش نظری حقوق و اقتصاد درس خواند. در دانشگاه ینا بود که لودویگ الستر توانست تحت سرپرستی اقتصاددان سنتی به‌نام برونو هلدیبراند دکترای خود را در ۱۸۷۸ میلادی به‌دست بی‌آورد. وی در همان سال عضو خدمات غیرنظامی پروس گردیده و به عنوان داوطلب به اداره آمار شهر برلین پیوست و هم‌زمان به آموزش دانشگاهی خود ادامه داد. وی با مشاوره و تشویق جوهانز کنراد برای ادامه آموزش، توانست درجه علمی شایستگی خود را در رشته اقتصاد از دانشگاه هال به‌دست‌آورد، این دانشگاه در فاصله یک ساعت ریل به سمت جنوب-غرب پایتخت پروس واقع شده‌است.
لودویگ الستر در ۱۸۸۱ میلادی با هیلین تول در اسنابروک ازدواج کرد. الستر از یک خانواده پروتستان و تول از یک خانواده کاتولیک بود، با این حال هیچ منبعی تأیید نمی‌کند که این مسئله باعث بروز هیچ‌گونه مشکلی شده باشد. پدر عروس، اوت ویلهیلن هرمان تول یک فیزیک‌دان بود. حاصل ازدواج لودویگ و هیلین الستر پنج فرزند بود – دو پسر و سه دختر.
پس از سه سال تدریس به عنوان استاد تازه‌وارد در دانشگاه، حرفه الستر در ۱۸۸۳ میلادی پس از این‌که یک کرسی مربی‌گری در دانشگاه فنی در آخن به او پیشنهاد شد، آغاز گردید. علی‌رغم این‌که او خیلی جوان بود، این سمت شامل استادی سطح اول دانشگاه نیز می‌گردید. با این وجود، قبل از این‌که سال تمام شود، او دوباره از آنجا نقل مکان کرد، اما این بار به سمت مخالف کشور رفت. در اواخر ۱۸۸۳ میلادی، او سمت استادی در دانشگاه کونیگسبرگ را پذیرفت. او تا سال ۱۸۸۷ در آنجا ماند، اما با این حال گزارش‌های وجود دارد که موسسات آکادمیک پروس شرقی، کارهای وی را کم ارزش تلقی نمودند. هنگامی که او در دانشگاه کونیگسبرگ استاد بود، یک سلسله مطالعات آکادمیک را تحت نام «Staatswissenschaftliche Studien» بنیان‌گذاری کرد. برخی از همکاری‌ها از جانب شاگردان خود وی می‌آمدند. در ۱۸۸۷ میلادی، الستر دعوت دانشگاه برسلاو را پذیرفت و به آنجا رفت. او کرسی پروفسوری کامل و تدریس را در بخش اقتصاد (که به‌طور وسیع شامل «اقتصاد-خرد کاربردی سیاسی» بود) را پذیرفت و برای ده سال در این کرسی باقی ماند.
پس از ترفیع فریدریک آلتوف در درون وزارت، لودویگ الستر به عنوان مشاور ارشد (Vortragender Rat) به‌جای وی در وزارت امور دینی، آموزش و بهداشت پروس گماشته شد. این شغل که در ساختار اداری آمریکایی یا انگلیسی مشابه آن وجود ندارد، به وی مسئولیت نظارت از تمامی شبکه تحصیلات عالی پروس را داد. آلتوف که قبل از وی این سمت را در میان سال‌های ۱۸۹۷ تا ۱۹۰۷ میلادی برعهده داشت و حالا به عنوان «وزیر بخش تحصیلات عالی» خدمت می‌کرد، رئیس الستر نیز بود. آلتوف توانسته بود مسئولیت‌های خود را در سمت مشاور ارشد (Vortragender Rat) با یک آزادی قابل توجه به پیش ببرد: این مزیت برای الستر در دسترس نبود و وی در بیشتر موضوعات از «سیستم آلتوف» که به‌طور گسترده مورد پذیرش قرار داشت، استفاده می‌کرد. با این وجود، وی در بعضی حالات توانسته بود نوع مدیریت خود را بر چگونگی مدیریت دانشگاه‌ها اعمال کند. وی گسترش بیشتر آکادمی مونستر را ترغیب نمود تا جای که این آکادمی مجدداً تحت عنوان دانشگاه مونتسر/ WWU به کار آغاز کرد. وی با ایجاد موسسه‌های پژوهشی بیشتر و کرسی‌های تدریسی جدید، باعث افزایش حوزه‌های درسی در علم اقتصاد و علوم سیاسی گردید.
لودویگ الستر به‌خاطر کارهای که در وزارت انجام داده بود، انواع نشان‌های قدردانی عمومی را به‌دست‌آورد. وی نشان‌های افتخار مشاور مورد اعتماد (Geheimrat) از نشان‌های سلطنتی درجه اول و همچنین نشان عقاب سرخ درجه دوم را به‌دست‌آورد. وی همچنین از جانب سه دانشگاه شامل مونستر، برسلاو و کیل دکترای افتخاری دریافت نمود.
در ۱۹۱۶ میلادی، زمانی که حجم کار بیش از حد شده بود و الستر هم به عمر ۶۰ سالگی رسیده بود، از سمتش در وزارت کنار رفته و به ینا نقل مکان کرد. وی از ۱۹۲۲ میلادی به بعد در دانشگاه ینا به عنوان پروفسور افتخاری خدمت نموده و سخنرانی‌های در زمینه علوم اجتماعی و اقتصاد در این دانشگاه ارایه می‌کرد. نظریات سیاسی وی، همانند بسیاری از کارکنان باز نشسته خدمات غیرنظامی، شامل نظریات محافظه کارانه بود. در سال‌های اولیه جمهوری وایمرا، او به حزب خلق ملی آلمان ("Deutschnationale Volkspartei" / DNVP) پیوست. پس از این‌که سیاست به مراتب دو قطبی‌تر شد، او همچنین در زمره عضو حامی (Förderndes Mitglied) شبه نظامیان آلگماینه اس اس (SS (National Socialist paramilitaries)) فهرست گردید. هرچند، پس از این‌که سوسیالیست‌ها در ژانویه ۱۹۳۳ قدرت را در دست گرفتند، او ملزم گردید تا از سمتش به عنوان تولیدکننده سلسله «Jahrbücher für Nationalökonomie und Statistik» استعفا دهد.
بایگانی اسنادهای مهم مربوط به لودویگ الستر در دانشگاه تورنگین و کتابخانه دولتی در ینا نگهداری می‌شود.

## کارها
کارهای دانشگاهی اولیه الستر بیشتر متمرکز بر حوزه‌های بیمه و بانک‌داری بود. هنگامی‌که اولستر استاد دانشگاه بود، چندین جستار و کتاب در این زمینه‌ها منتشر نمود. کارهای بعدی وی بیشتر به هدف حمایت از برنامه‌های درسی سطح دانشگاه بود. وی در همکاری با جوهانز کنراد، ویلهلم لیکسز و ادگار لویننگ، سلسله متون درسی «Handwörterbuch der Staatswissenschaften» را تولید نمود. الستر به تنهایی به این سلسله متون درسی افزود و «لغت‌نامه اقتصاد کاربردی» (Wörterbuch der Volkswirtschaft) را به آن اضافه نمود که هم برای دانشجویان و هم برای متخصصین قابل استفاده بود. این سلسله همچنین در جریان حیات الستر، چهار بار به چاپ رسید.
الستر در بیشتر عمر خود در نشریه «کتاب‌های سالانه آمار و اقتصاد» (Jahrbüchern für Nationalökonomie und Statistik) که به‌طور سالانه چاپ می‌گردید، دخیل بود. هنگامی که وی هنوز دانشجو بود، توسط تولیدکننده این نشریه به‌نام برونو هیلدیبراند استخدام گردید تا آن‌ها را ویراستاری نماید. از دهه ۱۸۸۰ به بعد، الستر به‌طور منظم در این نشریه به نشر جستار و نقدهای دانشگاهی کتاب‌ها می‌پرداخت، اما جوهانز کنراد پس از مرگ شوره خانم الستر مسئولیت این نشریه را بر عهده گرفت. الستر نیز میان سال‌های ۱۸۹۱ تا ۱۸۹۷ میلادی به عنوان شریک منتشرکننده به کنراد پیوست. پس از این‌که کنراد نیز درگذشت، الستر در ۱۹۱۵ میلادی به عنوان تنها ناشر، مسئولیت نشریه Jahrbüchern را بر عهده گرفت.